# Alexie Alaïs
Pour les articles homonymes, voir Alaïs.
Alexie Alaïs (née le 9 octobre 1994 à Kourou) est une athlète française, spécialiste du lancer du javelot.

## Biographie
Elle est née le 9 octobre 1994 d'une mère handballeuse au Geldar de Kourou et d'un père champion Antilles-Guyane d'athlétisme. Son frère est athlète et sa sœur Agathe est handballeuse professionnelle.
Elle est médaillée de bronze au Festival olympique de la jeunesse européenne 2011 à Trabzon.
Elle est sacrée championne de France 2018 du lancer du javelot à Albi.
Le 9 août 2018, en qualifications des championnats d'Europe de Berlin, la Française lance 59,29 m à son second essai, le meilleur jet de l'histoire d'une lanceuse de javelot française en grand championnat. Avec cette performance, elle réalise la 12e meilleure performance des qualifications et rejoint la finale. Elle devient la première française depuis Nathalie Teppe en 1994 à Helsinki à réaliser l'exploit, et seulement la 3e de l'histoire après Évelyne Pinard en 1950 à Bruxelles et Teppe. Le lendemain, elle termine à la 6e place avec 60,01 m, le meilleur résultat d'une Française au javelot.
Lors des Championnats d'Europe par équipes 2019 à Bydgoszcz, le 10 août, Alexie Alaïs créée la surprise en étant la première française de l'histoire à remporter le javelot dans un championnat international. Arrivée avec un record personnel à 61,49 m, elle lance à son premier essai à 63,46 m, record personnel explosé, minimas pour les championnats du monde de Doha, et deuxième meilleure performeuse française de l'histoire à 8 centimètres du record de France de Mathilde Andraud, et offre 12 points à l'équipe de France. Elle confirme avec deux autres jets au-delà de son ancienne marque de référence, à 62,02 m et 63,26 m.
Aux championnats du monde d'athlétisme de 2019, dans le Khalifa International Stadium, au Qatar, la Française n'accèdera pas à la phase finale du lancer de javelot, terminant 14e des qualifications avec une marque à 60,46 m.
Lors des championnats de France d'athlétisme 2020 à Albi, elle remporte pour la troisième fois la médaille d'or avec un lancer à 58,11 m, mais se blesse gravement au genou lors de sa dernière tentative visant à battre le record de France de Mathilde Andraud. 

## Controverses
Le 18 mars 2024, l'Agence française de lutte contre le dopage (AFLD) annonce avoir suspendu l'athlète pour une durée de dix-huit mois, de janvier 2024 à juillet 2025, en raison de traces de métabolite de sibutramine détectées dans des tests antidopage. En conséquence, toutes ses performances depuis le 26 février 2023 sont effacées de son palmarès.

## Palmarès

### International
| Date | Compétition                               | Lieu      | Résultat | Marque  |
| ---- | ----------------------------------------- | --------- | -------- | ------- |
| 2011 | Championnats du monde cadets              | Lille     | 6e       | 49,33 m |
| 2011 | Festival olymp. de la jeunesse européenne | Trabzon   | 3e       | 50,94 m |
| 2018 | Championnats d'Europe                     | Berlin    | 6e       | 60,01 m |
| 2019 | Championnats d'Europe par équipes         | Bydgoszcz | 1re      | 63,46 m |
| 2019 | Championnats du monde d'athlétisme 2019   | Qatar     | 14e      | 60,46 m |

### National
- Championnats de France d'athlétisme :
  - Vainqueur du lancer du javelot en 2018, 2019 et 2020

## Records
| Épreuve           | Marque  | Lieu      | Date         |
| ----------------- | ------- | --------- | ------------ |
| Lancer du javelot | 63,46 m | Bydgoszcz | 10 août 2019 |